# Distrikt Butebo

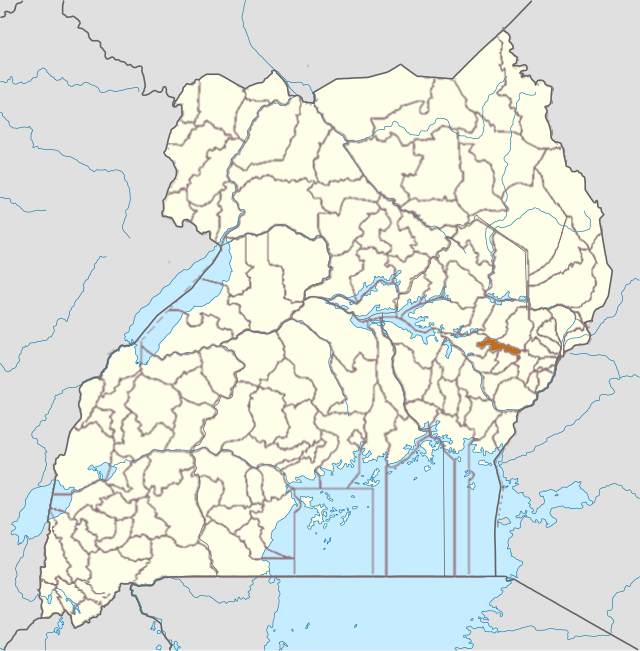
Lage des Distrikts in Uganda

Butebo ist ein Distrikt in Ostuganda. Die Hauptstadt des Distrikts ist Butebo.

## Lage
Der Distrikt Butebo grenzt im Norden an die Distrikte Ngora, Kumi und Bukedea (von West nach Ost). Der Distrikt Mbale liegt im Osten, der Distrikt Budaka im Süden und der Distrikt Pallisa im Westen.

## Demografie
Die Bevölkerungszahl betrug 2014 111.762 Einwohner, die auf einer Fläche von 237,9 Quadratkilometern lebten.

## Wirtschaft
Die wichtigste wirtschaftliche Aktivität im Distrikt ist Subsistenzlandwirtschaft.